# Chamelaucium confertiflorum
Chamelaucium confertiflorum là một loài thực vật có hoa trong Họ Đào kim nương. Loài này được Domin mô tả khoa học đầu tiên năm 1923.